# Sfondíli (Mykonos)
Sfondíli, en grec moderne : Σφοντήλι, est une île inhabitée au large de l'île de Mykonos, en mer Égée en Grèce.